# Henri de Baillet-Latour
Gróf Henri de Baillet-Latour (Brüsszel, 1876. március 1. – 1942. január 6.) belga arisztokrata, a Nemzetközi Olimpiai Bizottság harmadik elnöke volt.
De Baillet-Latour 1903-ban lett NOB tagja, később a Belga Olimpiai Bizottság társalapítója volt. Az 1920-as antwerpeni olimpiai játékok egyik rendezője volt, és a rövid határidő (egy évvel korábban kapták meg a jogot), illetve Belgium első világháború utáni állapota ellenére sikerült az olimpiát megrendezniük.
1925-ben Pierre de Coubertin utódja lett, miután megválasztották tiszteletbeli elnöknek, és az elnöki széket egészen 1942-es haláláig birtokolta.
1939-ben részt vett a szavazáson, ahol Németország egyhangúlag kapta meg az 1940-es téli olimpia rendezési jogát, miután azt Japán visszaadta. Vitatkozott a döntéssel – a döntés ugyanis azon Németország javára szolgált, aki néhány hónappal korábban foglalta el Csehszlovákiát –, amivel megpróbálta a NOB politikai befolyásoltságtól való függetlenségét megmutatni.
Az amatörizmus és a fair play elkötelezett híve volt, véleménye szerint az amatőrség szelleme biztosíthatta az egyenlőséget a sportolók között. Elnöksége idején a sport az arisztokrácia kedvenc szabadidős tevékenységei közé tartozott. Elnöksége alatt, 1933-ban került be az Olimpiai Chartaba a fair play eszméje, mely az egyént arra ösztönzi, hogy a saját kedvéért sportoljon, ne pedig a megszerezhető javakért, előnyökért.
Halálát követően Sigfrid Edström vette át helyét, először ügyvezető elnökként, majd a második világháborút követően hivatalosan is beiktatták.